# 李瑛 (唐朝)
李瑛（700年代—737年5月25日），本名李嗣谦，唐玄宗李隆基第二子，其母为赵丽妃。

## 生平
唐睿宗景云元年（710年）九月，李瑛以皇孙的身份封真定郡王。其父登基后，先天元年八月，李瑛进封郢王；开元三年（715年）正月，被立为皇太子。十三年，改名李鸿。纳妃薛氏，是玄宗女唐昌公主驸马薛锈的堂妹。
开元二十四年（736年），颍王告发太子李瑛索甲二千领意图谋反，玄宗震怒，张九龄劝说玄宗“子弄父兵罪当笞”，不可轻易动摇国本。玄宗伤心哭泣不已，于是便搁置此事。
开元二十五年（737年），玄宗宠妃武惠妃召喚太子李瑛、鄂王李瑶、光王李琚三兄弟與薛锈入宮，說是宮禁有盜賊。於是三兄弟與薛锈披甲入宮，可武惠妃卻對玄宗說三兄弟兵變，已經殺入宮內，玄宗大怒，立刻將三兄弟逮捕，薛锈被處死；在武惠妃和驸马杨洄的构陷下，四月乙丑（737年5月25日），李瑛与鄂王李瑶、光王李琚一起被废为庶人并被赐死，称之为“三庶人”。
肃宗即位后，恢复李瑛的“太子”称号，并废绝武惠妃的皇后祭享。

## 子女
- 新平郡王李俨（725年—765年3月13日）[1]，字伯莊，官至光禄卿同正员
- 李伸，宗正卿同正员、平原郡王
- 第三子庆王李俅（出继伯父李琮）
- 李偆
- 李备，太僕卿、韩国公
- 李儆，郑国公
- 李佑，嗣郢王
- 李伦，太仆卿
- 博平郡主（732—780），母薛妃，嫁永穆公主继子王训[2]
- 东阳郡主，嫁京兆府户曹参军王千龄

## 延伸阅读
[在维基数据编辑]
 《舊唐書·卷107》，出自刘昫《舊唐書》
 《新唐書·卷082》，出自《新唐書》